# Monda delicatissima
Monda delicatissima är en fjärilsart som beskrevs av Walker 1865. Monda delicatissima ingår i släktet Monda och familjen säckspinnare. Inga underarter finns listade i Catalogue of Life.